# The Imaginarium of Doctor Parnassus
The Imaginarium of Doctor Parnassus is een Britse film uit 2009 geregisseerd door Terry Gilliam. Hoofdrolspeler Heath Ledger overleed tijdens de opnames, waardoor de filmproductie in het gedrang kwam. Uiteindelijk werd het project afgerond met de hulp van Johnny Depp, Colin Farrell en Jude Law. Zij speelden alle drie hetzelfde personage als Ledger.
The Imaginarium of Doctor Parnassus werd in 2010 genomineerd voor twee Oscars: Best Achievement in Art Direction en Best Achievement in Costume Design.

## Verhaal
Doctor Parnassus wil zijn duivelse deal met Mr. Nick - onsterfelijkheid in ruil voor de hand van zijn dochter - koste wat kost wijzigen vlak voordat ze 16 wordt en hij haar volgens afspraak moet afstaan. De verschijning van de mysterieuze Tony zorgt echter voor zoveel onrust dat de deal helemaal mis dreigt te lopen...

## Heath Ledger
Hoofdrolspeler Ledger overleed tijdens de opnames van de film. Even voordien was hij in de huid gekropen van The Joker in de film The Dark Knight. Die rol leverde hem verscheidene prijzen en nominaties op en ging de geschiedenis in als zijn laatste vertolking. Ledger overleed op 22 januari 2008. Op dat ogenblik vonden de opnames van zijn volgende film, The Imaginarium of Doctor Parnassus, nog steeds plaats. Regisseur Gilliam verloor dus plots zijn protagonist en zag zijn project in het water vallen. Uiteindelijk besloten zowel de filmstudio als Gilliam om de film voort te zetten met enkele vervangers. Johnny Depp, Colin Farrell en Jude Law kropen in de huid van Ledgers personage. De drie acteurs waren tevens vrienden van Ledger.
De opmerkelijke keuze om hetzelfde personage door vier verschillende acteurs te laten spelen, werd gesteund door het fantasierijke scenario van de film. Door de surrealistische werelden die in The Imaginarium of Doctor Parnassus aan bod komen, kwam de unieke keuze goed tot zijn recht, aldus de filmmakers.

## Rolverdeling
- Heath Ledger als Tony (Johnny Depp, Colin Farrell en Jude Law spelen ook "getransformeerde versies" van Tony)
- Christopher Plummer als Doctor Parnassus
- Andrew Garfield als Anton
- Verne Troyer als Percy
- Lily Cole als Valentina, de dochter van Doctor Parnassus
- Tom Waits als Mr Nick, een verpersoonlijking van de duivel
- Peter Stormare als de president van het universum
- Maggie Steed als de Louis Vuitton vrouw
- Mark Benton als vader
- Simon Day als oom Bob
- Paloma Faith als Sally
- Richard Riddell als Martin
- Montserrat Lombard als de vriend van Sally